# Kasregisterinkt
Kasregisterinkt is een oliehoudende inkt, speciaal ontwikkeld voor kasregisters.
Aan het dopje bevond zich een kwastje – net als bij nagellak – waarmee het inktkussentje in het kasregister kon worden beïnkt. Het bijzondere aan de samenstelling van deze inkt is, dat het de metalen onderdelen niet zal aantasten. Het komt daarom veel overeen met numeroteurinkt.